# Amberd
Amberd (armenisch: Ամբերդ) ist eine mittelalterliche, seit 1236 teilweise zerstörte Festung, etwa 6 km vom Dorf Byurakan entfernt auf einer Höhe von 2300 m am Südhang des Berges Aragaz in Armenien.  Amberd war auch eine der mittelalterlichen Hauptstädte Armeniens.

## Geschichte
Es wird angenommen, dass die Festung von Kamsarakan-Fürsten gegründet wurde. Später wurde sie von den armenischen Herrschern der Bagratiden-Dynastie gekauft, die sie in eine der Hauptfestungen des Reichs umwandelten. 
Die Kirche wurde im Jahre 1026 von dem Fürsten Vahram Vatchoutian aus Tuffstein erbaut.
Zum ersten Mal wurde die Festung im 11. Jahrhundert durch die Seldschuken angegriffen. Im Jahr 1236 wurde Amberd infolge eines Feuers, ausgelöst von angreifenden Mongolen, zerstört und danach nicht wieder aufgebaut.

## Festungskomplex
Amberd ist eine der seltenen Zeugen armenischer Militärarchitektur des Mittelalters. Die Festung, die auf einem Bergsporn erbaut wurde, gehörte zu einem Verteidigungssystem, das die Ebene des Ararat kontrollierte. 
Neben den Resten der Festungsanlage und der kleinen Muttergotteskirche (Surb Astvatsatsin) sind Teile eines dreistöckigen Palastes, ein von zwei Kuppeln überdachtes Badehaus, ein zentrales Heizungssystem, das Wasserversorgungssystem inklusive Zisternen, und ein Geheimgang vom Palas zu den anderen Gebäuden erhalten.

## Bilder

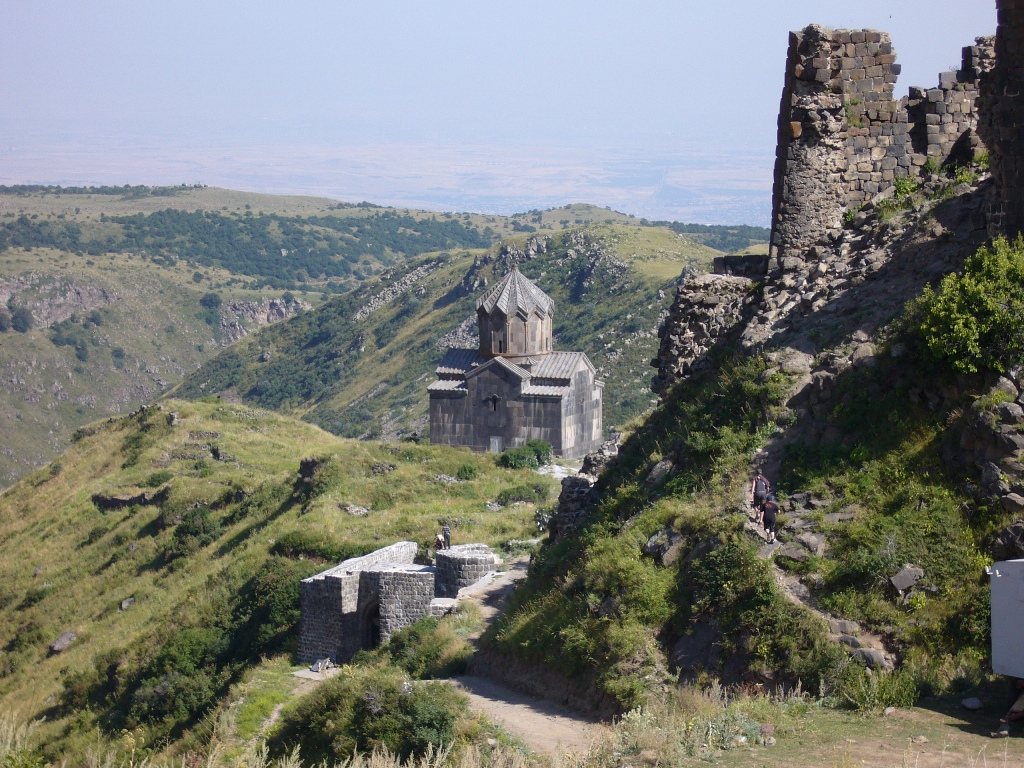
Muttergotteskirche (Surb Astvatsatsin)
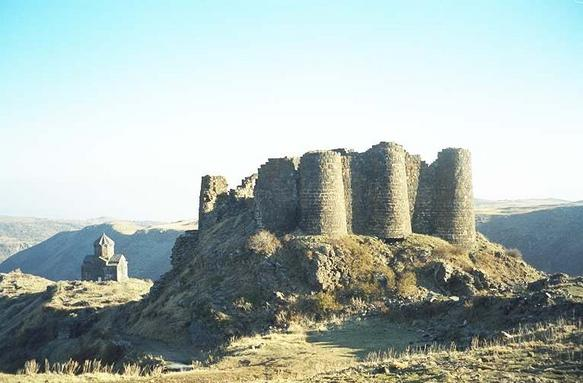
Festung und Muttergotteskirche
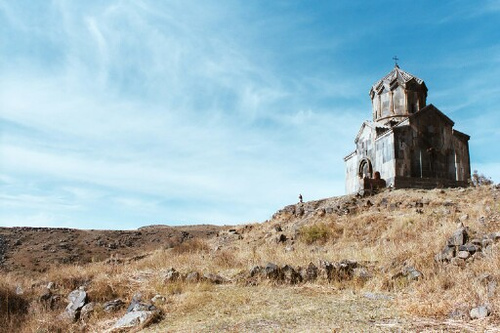
Unterhalb der Festung gelegene Muttergotteskirche
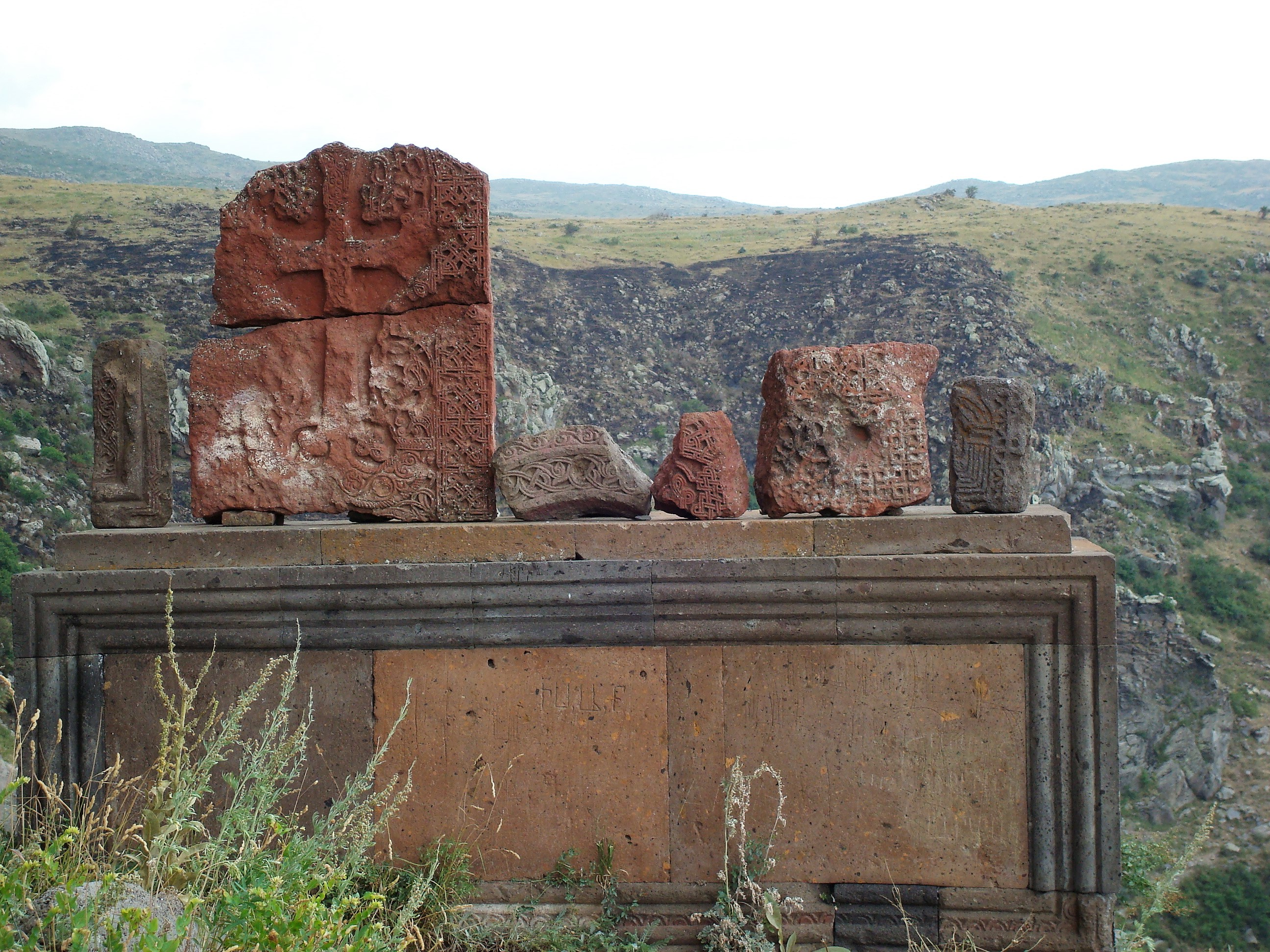
Chatschkare bei der Festung Amberd

Panorama der Burg mit Muttergotteskirche (Surb Astvatsatsin), Oktober 2018

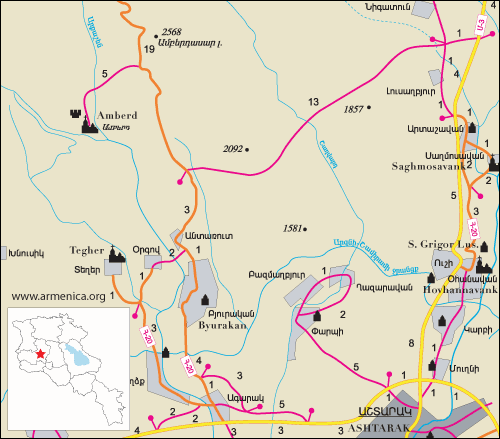
Umgebungskarte